# خانلق (شیروان)
خانلِق شهری از توابع بخش مرکزی شهرستان شیروان در استان خراسان شمالی است.

## موقعیت
شهر خانلق در فاصلهٔ ۳ کیلومتری شمال شیروان قرار دارد که از طرف شمال و غرب با زمینهای روستای زیارت و از طرف شرق با رودخانه قلچق (چایلق) و روستای سه یک آب و از جنوب با شهر شیروان ارتباط دارد و اولین شهر شهرستان شیروان است که به علت قرار گرفتن کارخانهٔ آسفالت در مجاور این شهر دارای راه آسفالته شد و در چند سال آینده با توسعهٔ خانه‌سازی و رشد جمعیت به سیدآباد (زیبا شهر) یکی از محلات شهری، شیروان متصل خواهد شد.

## جمعیت
خانلق ۵۵۰۰ خانوار و ۱۳۰۰۰ نفر جمعیت دارد که مردم بومی آن جا به زبان ترکی تکلم می‌کنند ولی مهاجران بعدی به زبان کردی کرمانجی صحبت می‌کنند.

## وجه تسمیه
احداث و بنای شهر فعلی در زمان نادرشاه بوده است؛ زیرا هنگامی که نادر شاه افشار در رقابت با شاه طهماسب صفوی بر سر ازدواج با دختر زیباروی سام‌بیک حاکم شیروان، پس از درگیری‌ها و قتل و کشتارهای فراوان گوی سبقت را می‌برد، ضمن خواستگاری عده‌ای از ایلچیان و خوانین خود را به شیروان که محل زندگی دختر سام‌بیک بود می‌فرستد تا عروس را طی مراسمی به مشهد ببرند.
ایلچیان طی مراسم عروسی‌های زمان سابق مدت چند روزی در محل فعلی روستا که در حد فاصل باغ رضوان محل ییلاقی حاکم شیروان و شهر قرار دارد به جشن و پایکوبی می‌پردازند که از طرف محمدحسین‌خان شجاع‌الدوله برادر عروس به بزرگان ایلات و طوایف شیروان، حکم و لقب «خان» می‌دهد و این محل به خانلق معروف می‌گردد که به زبان ترکی (خان+ لق) یعنی مکانی که عده‌ای به عنوان خان برگزیده شده‌اند و به مرور به روستا تبدیل شده است.

## آثار تاریخی
در داخل شهر آثار متبرکه و قدیمی وجود ندارد اما در حد فاصل روستا و شهر در محلی که کارخانهٔ آسفالت شهرداری و منبع بزرگ آب آشامیدنی شهر قرار دارد. تپه‌ای خاکی معروف به تپهٔ استاد قربان موجود است که آثار و ابنیهٔ قدیمی مشاهده می‌شود که در گذشته مسکونی بوده است و در حفاری‌هایی که بر روی تپهٔ مذکور انجام شده است اشیای قدیمی نیز به دست آمده است و در حین خاک‌برداری به منظور احداث منبع آب هم قبور قدیمی بسیاری در عمق ۲ تا ۳ متری مشاهده می‌شد که این قبور شبیه به قبور زرتشتی بود و به‌طور حتم در ادوار گذشته محل فعلی منبع آب بزرگ شیروان مسکونی و جزء شهر بوده است.

## شرایط کنونی
شهر خانلق در شرایط فعلی با تعریض خیابان اصلی و احداث فلکه‌ای کوچک از تمام امکانات شهری برخوردار است که از آن جمله می‌توان به: راه‌آسفالته، ۲ باب دبستان، مدرسهٔ راهنمایی تحصیلی، داروخانه لوله‌کشی آب آشامیدنی، برق، مسجد، حمام، پست، کافی نت الماس، تلفن، سرویس منظم ایاب و ذهاب با چهار دستگاه اتوبوس و مینی‌بوس، خانهٔ بهداشت، چندین باب مغازه، مرکز شرکت تعاونی و شورای ده اشاره کرد. در سالهای اخیر به علت امکانات رفاهی و نزدیکی به شهر عده‌ای از طوایف کرد، بلوچ‌ها و خاوری به خانلق مهاجرت کرده‌اند و بیشتر در غرب روستا که امکان گسترش بیشتری دارد به خانه سازی مبادرت نموده و سکنا گزیده‌اند.

## مراکز صنعتی
در روستای خانلق تعداد ۷ مؤسسهٔ مرغداری بزرگ احداث گردیده که از این لحاظ مقام اول را دارد و قسمت اعظم گوشت مصرفی شهروندان از این طریق تأمین می‌شود.

## مراکز کار آفرینی
بزرگ‌ترین باغ خراسان شمالی در محبت آباد (خانلق برادران محبت پور) که در فصل تابستان روزانه در حدود چهارصد نفر نیروی کاری دربرداشت محصولات باغی مشغول به فعالیت بوده و محصولات عمده آن به کشورهای همسایه مانند ترکمنستان، تاجیکستان، پاکستان، افغانستان و کلان‌شهرهای ایران مانند گرگان، تهران، مشهد، رشت، اصفهان و… صادر می‌شود و علی محبت پور در سال ۱۳۹۱ به عنوان باغدار نمونه استانی معرفی شد.

## قنات‌ها
قنات میرک‌آباد خانلق یکی از قناتهای قدیمی در مالکیت کشاورزان این روستا می‌باشد که آن موقوفه است یعنی در هر ۱۲شبانه‌روز ۴ شبانه‌روز آن مربوط به اوقاف شیروان است. در قسمت جنوبی روستا و حاشیهٔ رودخانهٔ چایلق که دارای یکی از معادن بزرگ شن و ماسه می‌باشد دو کارگاه بزرگ شن‌شویی با تمام امکانات نصب گردیده که شن و ماسهٔ کارخانه‌های آسفالت وزارت راه و شهرداری و مصرف شهر به خوبی تأمین می‌نماید. اخیراً نیز شهرداری شیروان اطراف منبع آب شهر را به فضای سبز تبدیل کرده است.